# Bürgermeisterei Daaden
Die Bürgermeisterei Daaden war eine der neun preußischen Bürgermeistereien, in welche sich der 1816 gebildete Kreis Altenkirchen im Regierungsbezirk Coblenz verwaltungsmäßig gliederte. Zum Verwaltungsbezirk der Bürgermeisterei gehörten zwölf Gemeinden, in denen 1817 insgesamt 3.591 Einwohner lebten. Die Bürgermeisterei wurde 1927 in Amt Daaden umbenannt.

## Gemeinden und Ortschaften
Nach Statistiken aus den Jahren 1817, 1843 und 1861 gehörten die folgenden Gemeinden und Ortschaften zur Bürgermeisterei:
- Biersdorf mit der Biersdorfer Eisenhütte (heute Ortsteil von Daaden)
- Daaden, Kirchdorf mit dem Weiler Daaderhütten, einem Kupferbergwerk und der Daadener Mühle
- Derschen mit der Derschener Mühle
- Emmerzhausen
- Friedewald mit der Friedewalder Mühle
- Herdorf mit dem Weiler Seelenberg sowie der Herdorfer und der Seelenberger Eisenhütte
- Mauden mit der Steingesmühle
- Niederdreisbach mit der Niederdreisbacher Eisenhütte
- Nisterberg mit der Nisterberger Mühle
- Oberdreisbach (heute Ortsteil von Weitefeld)
- Schutzbach
- Weitefeld mit der Weitefelder Mühle

## Geschichte
Die von der Bürgermeisterei Daaden verwalteten Ortschaften gehörten bis 1791 ausnahmslos zur Grafschaft Sayn-Altenkirchen und bildeten bereits in der saynischen Zeit als Amt Friedewald bzw. Kirchspiel Daaden einen zusammengehörenden Verwaltungs- und Gerichtsbezirk. Ausnahmen hiervon waren Herdorf und Schutzbach, die jeweils nur zum Teil zum Amt Friedewald bzw. zum Kirchspiel Daaden gehörten. Der jeweils andere Teil der beiden Dörfer gehörte zum Amt Freusburg, Herdorf zum Kirchspiel Kirchen und Schutzbach zum Kirchspiel Gebhardshain. Die Kirchspiele als „seelsorgerische Einheit“ waren auch weltliche Verwaltungseinheiten in der Grafschaft, sie übten die niedere Gerichtsbarkeit aus. Kirchlich gehörten die Kirchspiele in der Grafschaft Altenkirchen seit Anfang des 17. Jahrhunderts der reformierten Konfession an, später wurde daneben auch die Lutherische Lehre erlaubt.
Sayn-Altenkirchen und damit das Gebiet der späteren Bürgermeisterei Daaden kam 1791 im Erbgang unter preußische Herrschaft und wurde 1803 im Reichsdeputationshauptschluss dem Fürstentum Nassau-Usingen zugesprochen, das 1806 im Herzogtum Nassau aufging. Das Territorium Sayn-Altenkirchen wurde 1815 auf dem Wiener Kongress sowie aufgrund eines zwischen Nassau und Preußen abgeschlossenen Vertrages dem Königreich Preußen zugeordnet.
Unter der preußischen Verwaltung wurde 1816 der Kreis Altenkirchen im Regierungsbezirk Coblenz neu geschaffen, der sich in neun Bürgermeistereien gliederte. Die Bürgermeisterei Daaden wurde, so wie alle Bürgermeistereien in der Rheinprovinz, 1927 in „Amt Daaden“ umbenannt. 1955 wurde die Gemeinde Herdorf ausgegliedert und zur amtsfreien Gemeinde erhoben. Weitere Änderungen bezogen auf den Gebietsstand des Amtes Daaden ergaben sich bis zur Bildung der Verbandsgemeinde Daaden im Jahr 1968 nicht.